# Mythimna curvata
Mythimna curvata là một loài bướm đêm trong họ Noctuidae.